# Skiffia multipunctata
Skiffia multipunctata är en fiskart som först beskrevs av Pellegrin, 1901.  Skiffia multipunctata ingår i släktet Skiffia och familjen Goodeidae. Inga underarter finns listade i Catalogue of Life.